# Maitrakadynastie
De Maitrakadynastie of Maitraka's waren tussen de 5e en 8e eeuw een koninklijke dynastie in het noordwesten van India, in het huidige Gujarat. Hun hoofdstad was Valabhi. De eerste leden van de dynastie waren lokale gouverneurs in het Guptarijk. Toen het Guptarijk aan het begin van de 6e eeuw uiteenviel, werden ze onafhankelijk. De Maitraka's voerden oorlog tegen de Chalukya's in het zuiden. Halverwege de 7e eeuw werden ze tijdelijk ondergeschikt aan keizer Harsha, om na diens dood weer onafhankelijk te worden. Het laatste deel van de 7e eeuw was een bloeiperiode. Valabhi groeide uit tot een belangrijk cultureel en economisch centrum. Rond 730 kwam hieraan een einde dankzij invallen van de Arabieren uit Sindh. De Maitraka's waren gedwongen hun hoofdstad te verplaatsen nadat Valabhi geplunderd was. De laatste inscriptie van een Maitrakavorst dateert uit 767. Het is onduidelijk hoe de dynastie uiteindelijk ten einde kwam.

## Geschiedenis
Het kerngebied van de Maitraka's bestond uit het westen van Malwa, het schiereiland Saurashtra, en het aangrenzende kustgebied rond de monding van de Narmada. Dit gebied was aan het begin van de 5e eeuw door de Gupta's bij hun rijk ingelijfd. De stichter van de Maitrakadynastie was Bhatarka (±470 - ±492), de plaatselijke gouverneur onder keizer Budhagupta. Bhatarka werd opgevolgd door vier van zijn zoons. De eerste was Dharasena I (±493 - ±499). Net als zijn vader droeg deze de titel "senapati" ("generaal"). De derde Maitrakaleider, Dronasinha (±500 - ±520), liet zich echter "maharadja" ("koning") noemen. In deze periode vielen de Witte Hunnen het Guptarijk binnen, waarmee een einde kwam aan de macht van de Guptakeizers. Dronasinha's opvolger, Dhruvasena I (±520 - ±550), noemde de Guptakeizer nog wel als zijn soeverein, maar regeerde in de praktijk als zelfstandig vorst.
Tijdens de regering van Siladitya I (±595 - ±615) bezocht de Chinese pelgrim Xuanzang Valabhi. Xuanzang prees de koning, die een devoot boeddhist was. Siladitya I werd opgevolgd door zijn broer Kharagraha I (±615 - ±625). De Maitraka's maakten gebruik van interne verdeeldheid onder de Chalukya's om Ujjain op hen te veroveren. Zelf werden ze echter bedreigd door de toenemende macht van keizer Harsha van Thaneswar. Dhruvasena II (±640 - ±644) erkende Harsha als zijn soeverein. Voor de Maitraka's had dit grote voordelen. Met behulp van Harsha kon verloren gegaan terrein in Malwa op de Chalukya's terugveroverd worden. Toen Harsha stierf raakten de Maitraka's weer onafhankelijk. Dhruvasena II's opvolger, Dharasena IV (±644 - ±651), liet zich "chakravartin" ("keizer") noemen. Hij leidde waarschijnlijk een succesvolle militaire campagne tegen de Chalukya's, die na de dood van Pulakesin II een minder sterke periode doormaakten. Rond 662 kwam een afstammeling van Siladitya I aan de macht, die zich Siladitya II liet noemen. Zijn opvolgers kozen allen dezelfde naam.
De Arabieren veroverden in 711 onder leiding van Muhammad ibn al-Qasim Sindh, het gebied rond de benedenloop en delta van de Indus. Vanuit Sindh organiseerden ze rond 730 aanvallen op Gujarat. Dit was waarschijnlijk tijdens de regering van Siladitya V. In dezelfde periode veroverde de Gurjarakoning Nagabatha I Malwa en de belangrijke havenstad Bharukaccha Hoewel Valabhi verwoest was en een groot deel van het rijk verloren ging, bleef de Maitrakadynastie nog ongeveer een halve eeuw bestaan. Van de laatste vorst, Siladitya VII, zijn inscripties gevonden van rond 767.
Na de ondergang van de Maitraka's bleef Gujarat ongeveer anderhalve eeuw in handen van "buitenlandse" heersers, zoals de Gurjara-Pratihara's en de Rashtrakuta's. In de eerste helft van de 10e eeuw kwam het gebied in handen van de lokale Solankidynastie.